# Lars Bolander
Lars Bolander, född 10 augusti 1732 i Eksjö i Småland, död 23 februari 1795 i Stockholm, var kunglig hovmålare och ledamot vid Kungliga Akademien för de fria konsterna.

## Biografi

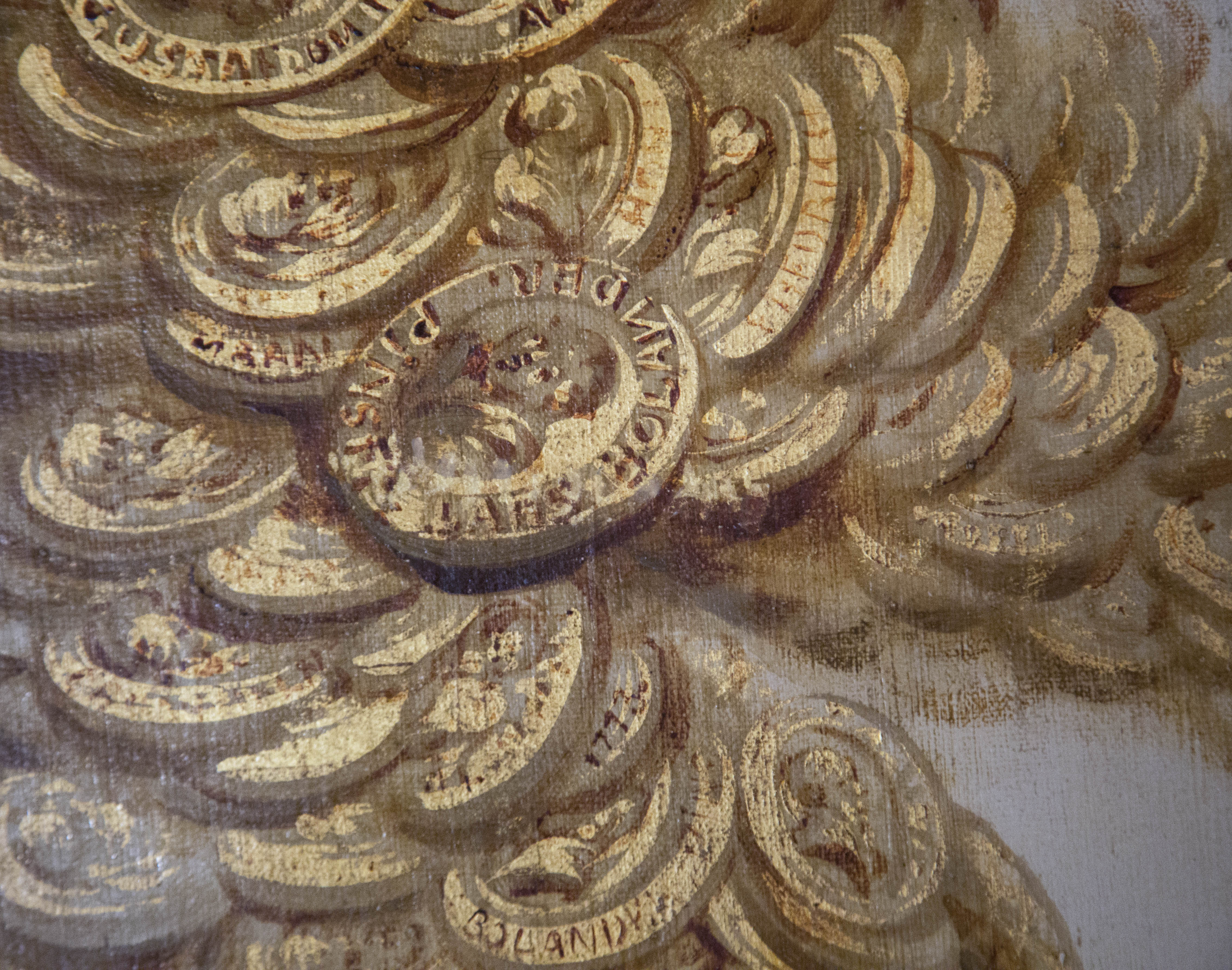
Lars Bolanders underteckning och självporträtt på en mynt i en målning från 1773, Södra Bankohuset, Stockholm.

Lars Bolander var en djur-, blomster- och dekorationsmålare. Han var elev till Johan Pasch. 1773 blev han agrée i Kungliga Akademien för de fria konsterna och 1780 blev han ledamot av akademien och samtidigt erhöll han titeln kunglig hovmålare.
Den 30 november 1769 gifte han sig med Beata Hellberg (1747-1803), hon var dotter till lektorn Axel Hellberg i Västerås och efter hans död 1795 gifte hon år 1797 om sig med kyrkoherden Olof Eneroth i Gävle. Två av Lars Bolanders döttrar i det sitt äktenskap med Beata Hellberg kom att gifta sig med två av Olof Eneroths barn ur dennes första äktenskap, det vill säga med sina styvsyskon. 
Bolander var mycket anlitad som dekorationsmålare och han drev en stor verkstad.  I det svenska dekorationsmåleriet började man även måla sydländska ruinlandskap och i mitten av 1700-talet kunde man märka av den kyliga nyantika stilen som inom kort skulle ersätta den mjuka rokokon.

## Väggmålningar i ett flertal slott
Då teatersalongen i Stora Bollhuset år 1772 skulle ommålas, fick Bolander detta uppdrag. Han målade tre stora blomsterkorgar över scenöppningen, alla logerna och parterrerna sirade han "i differenta ornament och kulörer i entique (= antik) stil", som han själv skriver.
Bolander målade 1774 tapeter och dörröverstycken på flera svenska gårdar och säterier. Den gustavianska väggmålningen fick stor spridning, både socialt och geografiskt. På ett relativt enkelt sätt och utan större materialkostnader kunde man skapa moderna inredningar i såväl gamla som nya hus med dekorationsmåleri på uppspänd linneväv. Bolanders tapeter är ofta målade med graciösa blomstergirlanger, frukter och fåglar, från exotiska papegojor till inhemska fågelarter. Den gustavianska klassicismen nådde under det sena 1700-talet även utanför slottens och herrgårdarnas områden. I hela landet började lagergirlanger, små blomsterbuketter och blomsterfestonger att förekomma på väggarna.
Lars Bolanders främsta arbete är hans målningar på Strömsholms slott, i den Kinesiska matsalen, som är hans mest kända. Kinesiska matsalen är ett praktrum med väggfält av spänd linneväv dekorerade i ljus ton med motiv från den kinesiska formvärlden. Väggfälten sitter över en låg panel. Den kinesiska matsalen skulle bli en sal för den bal som Ridskolan (Arméns rid- och körskola, RS) på Strömsholms slott gav varje vinter. I övrigt hölls den kungliga våningen stängd för balen och inkvarteringen var enkel.  År 1766 gifte sig tronföljaren, den blivande Gustav III, med prinsessan Sofia Magdalena av Danmark och riksdagen överlämnade Strömsholm som en bröllopsgåva till henne. Året därpå igångsattes omfattande inredningsarbeten under ledning av arkitekten Carl Fredrik Adelcrantz. Målningarna i Kinesiska matsalen är utförda i kinesisk stil inför mottagandet av Gustav III och hans gemål 1774. De har alla motiv från kinesiska interiörer och exteriörer, med människor, djur, barn som leker med tidstypiska leksaker, mat, frukter och blommor. Dessa målningar, elva pannåer och sex dörröverstycken, är signerade L. B. 1774 och framställer familjescener i kinesisk stil, med frukter, fåglar och girlander inom målat och förgyllt rokokoramverk. Målningarna är i huvudsak efter förlagor av Jean-Baptiste Pillement med en trompe oeileffekt, bilden vill skapa en känsla av att tranorna på väggen inte bara är en del av bilden utan en del i rummet utanför ramarna. Väggdekorationerna i stora matsalen i Strömsholms slott är Bolanders förnämsta verk i denna genre.
Även på herrgårdarna finns arbeten av Bolander. På Ryningsbergs herrgård i Södermanland finns en svit med målade tapeter med motiv av klippblock och vattenfall i teatraliskt hållet perspektiv och med en svan under ett träd. Målningarna är signerade 1784.
På Ekolsunds slott anlitades Bolander för att utföra väggdekoren i Fågelsalen. Redan 1770 utförde Bolander väggmålningar i Ekolsunds slott, och sedan användes han ofta av Gustav III för dylika dekorativa arbeten.
På Sturehovs slott utförde Bolander dekorationer i Papegojrummet och på Forsmarks bruksherrgård i  Östra förmaket.
Lars Bolander fick uppdraget att utföra dekorationsmålningarna i Sturehovs slott i Södermanland och i Hässelbyholms slott på Fogdön i Södermanland, eftersom han tidigare hade arbetat med kungliga uppdrag både i Ekolsund slott och på Strömsholms slott. Han ansågs allmänt som den gustavianska tidens skickligaste dekorationsmålare.
Sturehovs slott byggdes och inreddes omkring 1780. Man undvek inga utgifter. Den målade väggdekoren av Lars Bolander liksom den skulpterade väggdekoren och även det komplicerade parkettmönstret var av yppersta kvalitet. I den Kinesiska matsalen finns vävspända väggar med målningar i kinesisk stil. Den målade väven fick ersätta sidentapeterna när det gustavianska modet spreds och tryckta bomullstyger, kattuner, tog över sidenets roll som möbeltyg.I Drottningens sängkammare finns blomdekor med kvardröjande rokokodrag från den gustavianska tidens början och i den åttkantiga salen finns klassicerande marmorering och bronsfärgade ornament. 
Hässelbyholms herrgård, som hade uppförts i mitten av 1600-talet renoverades omkring 1780. På Hässelbyholm utförde han utsökta marmoreringar på panelerna och väggarna i salen. De vävspända väggfälten har en illusionistiskt utförd lagerbladsbård, som även återkommer i den skurna dekoren på den gustavianska soffan. I de övriga rummen återfinns Bolanders utsökta blomsterornament i förmaken på de båda liljencrantzska gårdarna i variationer i övriga rum. Väggarnas textilier ersattes av målade fält även i sängkamrarna. Sturehovs byggherre var friherre Johan Liljencrantz. De båda gårdarna Sturehov och Hässelbyholm hade uppförts för Johan Liljencrantz, Gustav III:s finansminister. Liljencrantz var huvudägare i Mariebergs fajansfabrik, som tillverkade kakelugnar. Hässelbyholm ägdes av Johan Liljencrantz bror, landshövding Sven Liljencrantz. Denne utvidgade godset och förordnade 1796, att Hässelbyholm skulle vara fideikommiss inom hans ätt.

## Tornersköldar
Hovmålare Lars Bolander fick uppdraget att måla tornersköldar efter en idé av kanslirådet Carl Reinhold Berch. Under det sena 1700-talet användes nuvarande Mariatorget, som då hette Adolf Fredriks torg, bland annat av Gustav III för en av hans tornerspel 1777. Torget var även platsen där Gustav III avtackade Stockholms borgerskaps militärkårer efter deras vakttjänst i staden efter Ryska kriget 1788–1790. År 1768 hade torget döpts om till Adolf Fredriks torg efter Sveriges dåvarande kung Adolf Fredrik, dock på villkor från denne att det inte skulle användas för avrättningar. 
I augusti 1776 höll kung Gustav III ett praktfullt tornerspel på Ekolsunds slott. Vid Ekolsunds slott kunde kungen ägna sig åt sina intressen och arrangerade fester och jakter. Skölden som användes vid Ekolsund 1976 och vid Adolf Fredriks torg 1777 är en oval sköld av förtent bleckplåt och består av 4 hoplödda delar. Några av tornérspelens rustningar finns bevarade i Livrustkammaren. Till tornerspelet utfärdade han till och med ett tryckt blad: Ordning som skall i akt tagas vid Torner-spelet på Ekolsund. Gustav III disponerade den nyare södra flygeln medan den norra fungerade som kavaljersslott och köksdepartement.
Lars Bolander målade även en tornersköld efter en idé av kanslirådet Carl Reinhold Berch för friherre Claes Rålamb, som var drottningens stallmästare. Skölden användes vid tornerspelen på Adolf Fredriks torg 1777, i hertig Karls kadrilj.

## Representerad
Ett efter naturen målat lodjur, som finns på Konstakademin, har ansetts som hans bästa verk. Bolander finns även representerad vid bland annat Nationalmuseum i Stockholm.

## Bilder

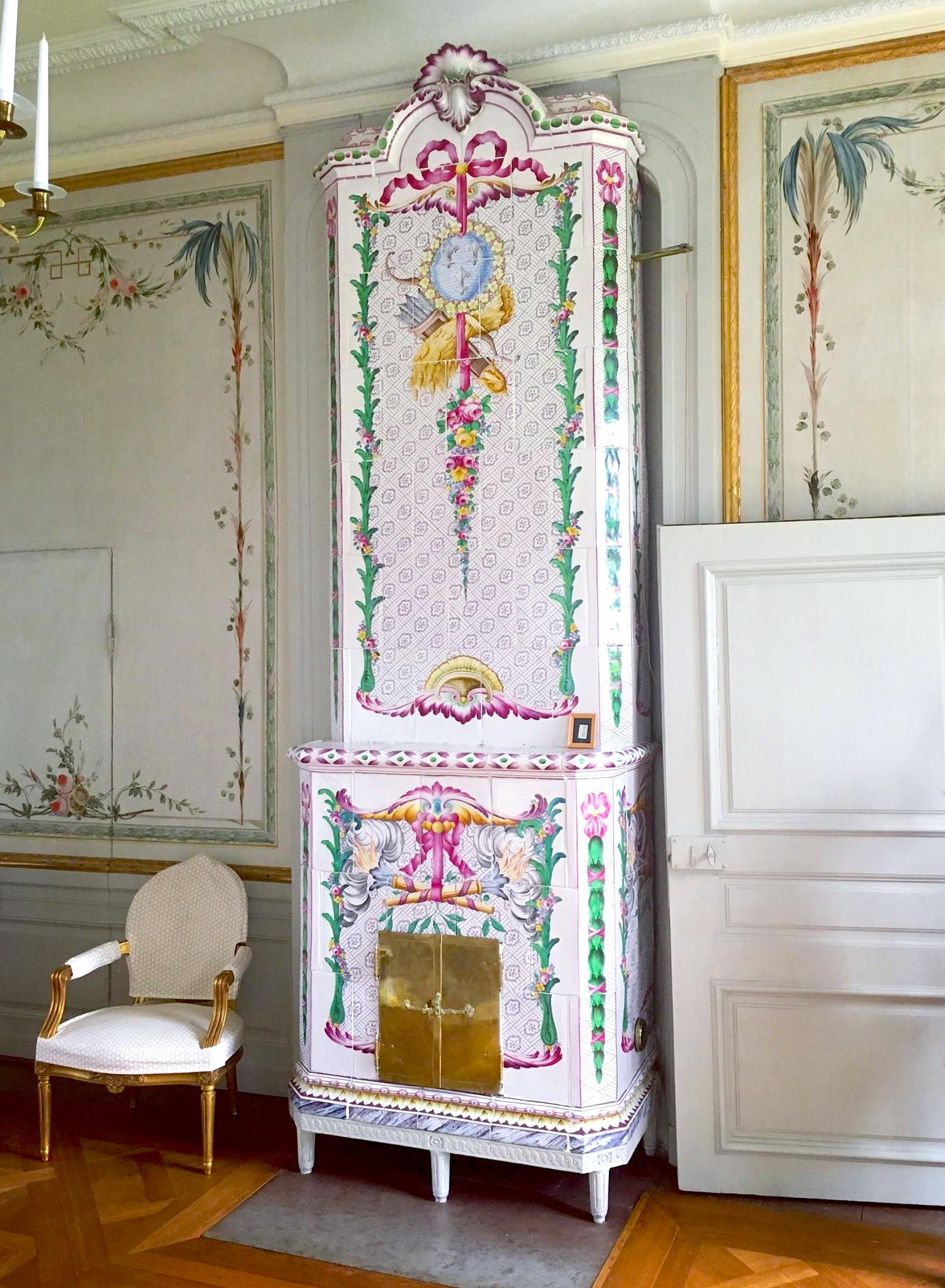
Målade väggfält i gula förmaket i Sturehovs slott, Botkyrka.
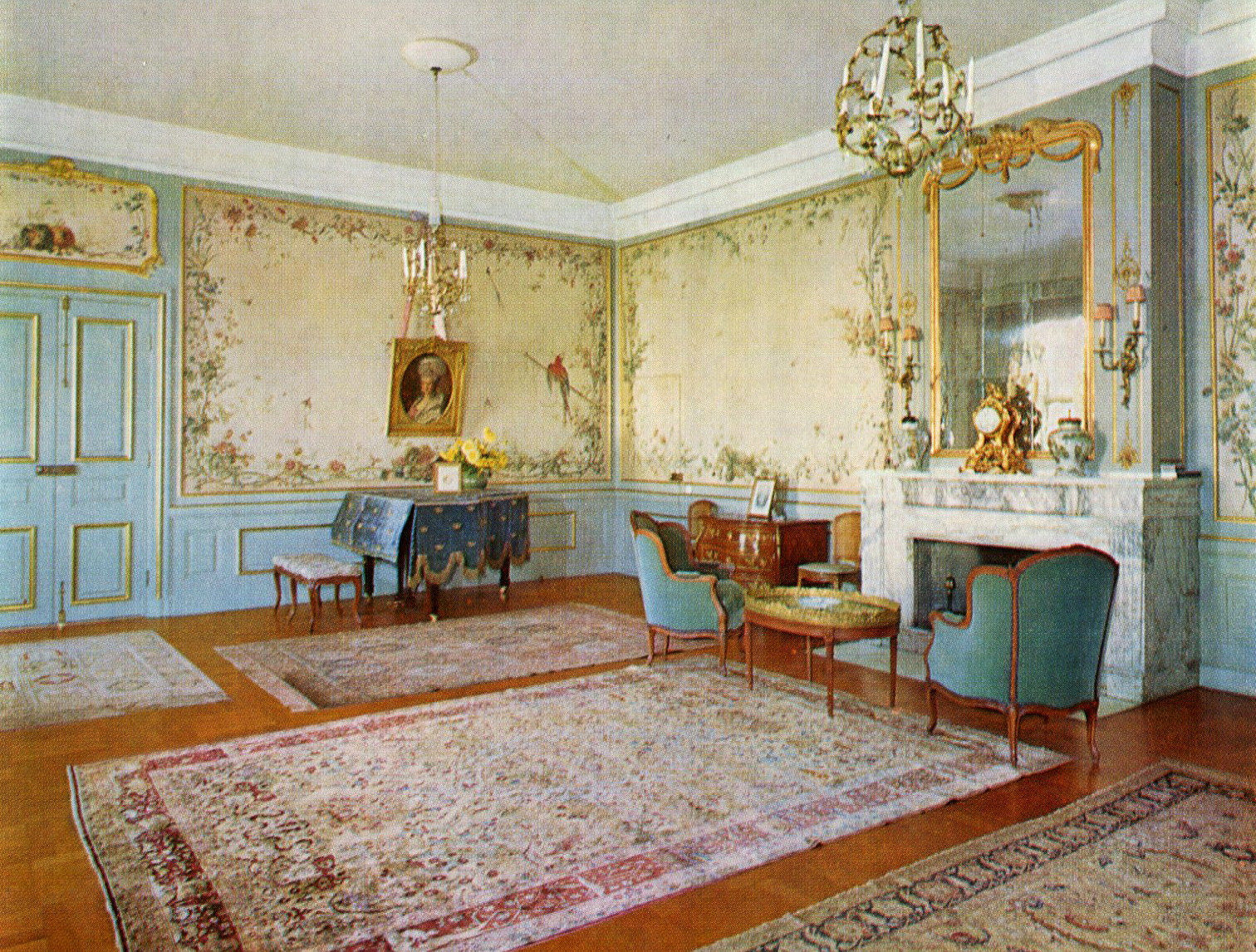
Väggdekoren i Fågelsalen på Ekolsunds slott.
Målad tornersköld, brukad av friherre Carl Kruuse på Adolf Fredriks torg i Stockholm 1777, i konungens kadrilj. Livrustkammaren, Stockholm.
Målad tornersköld, brukad av Gustav III på tornerspelet på Ekolsunds slott 1776 och på Adolf Fredriks torg i Stockholm 1777. Livrustkammaren, Stockholm.
Målad tornersköld, brukad av friherre Claes Rålamb på Adolf Fredriks torg 1777, i hertig Karls kadrilj.
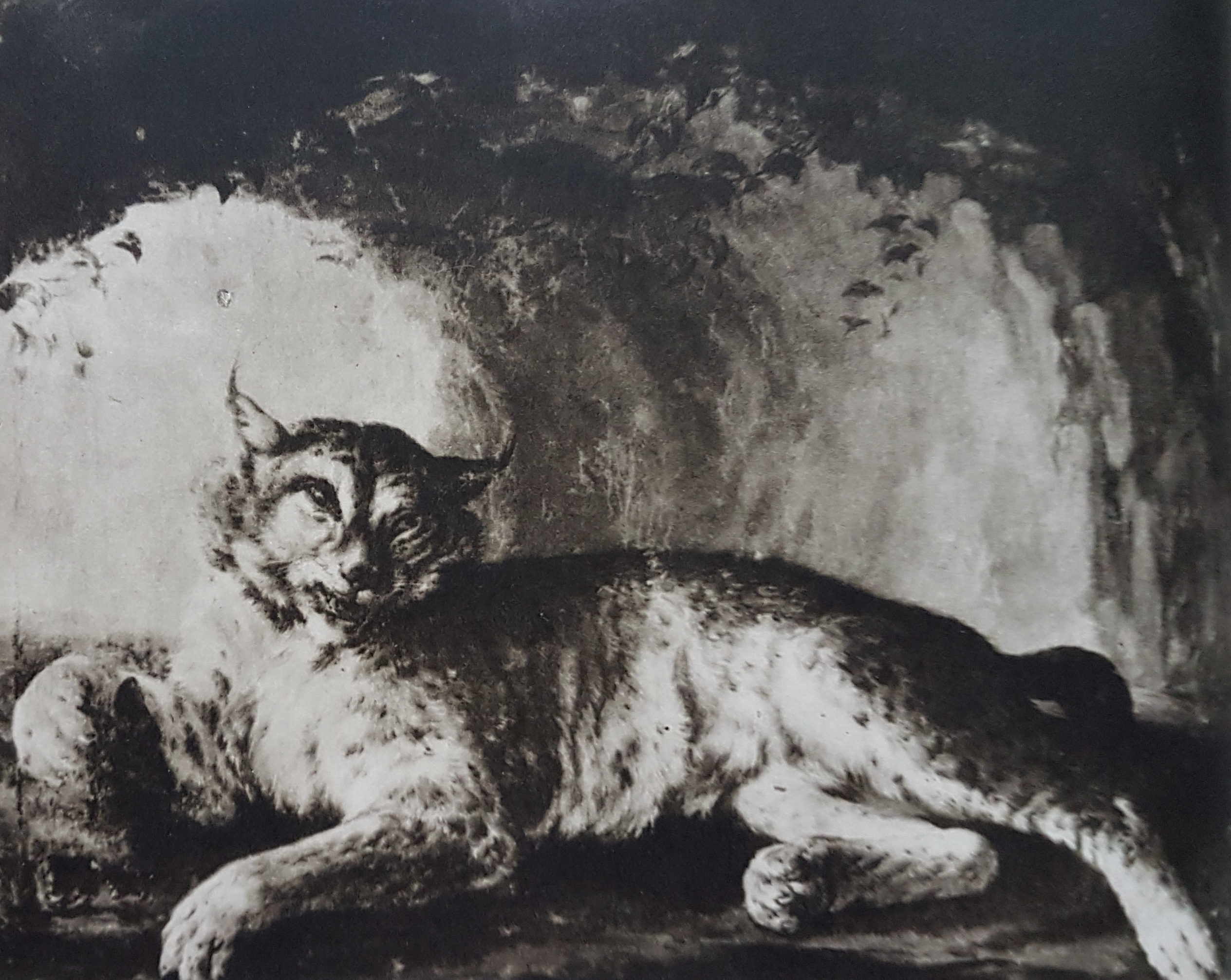
Lodjur, målningen finns på Konstakademien, Stockholm.
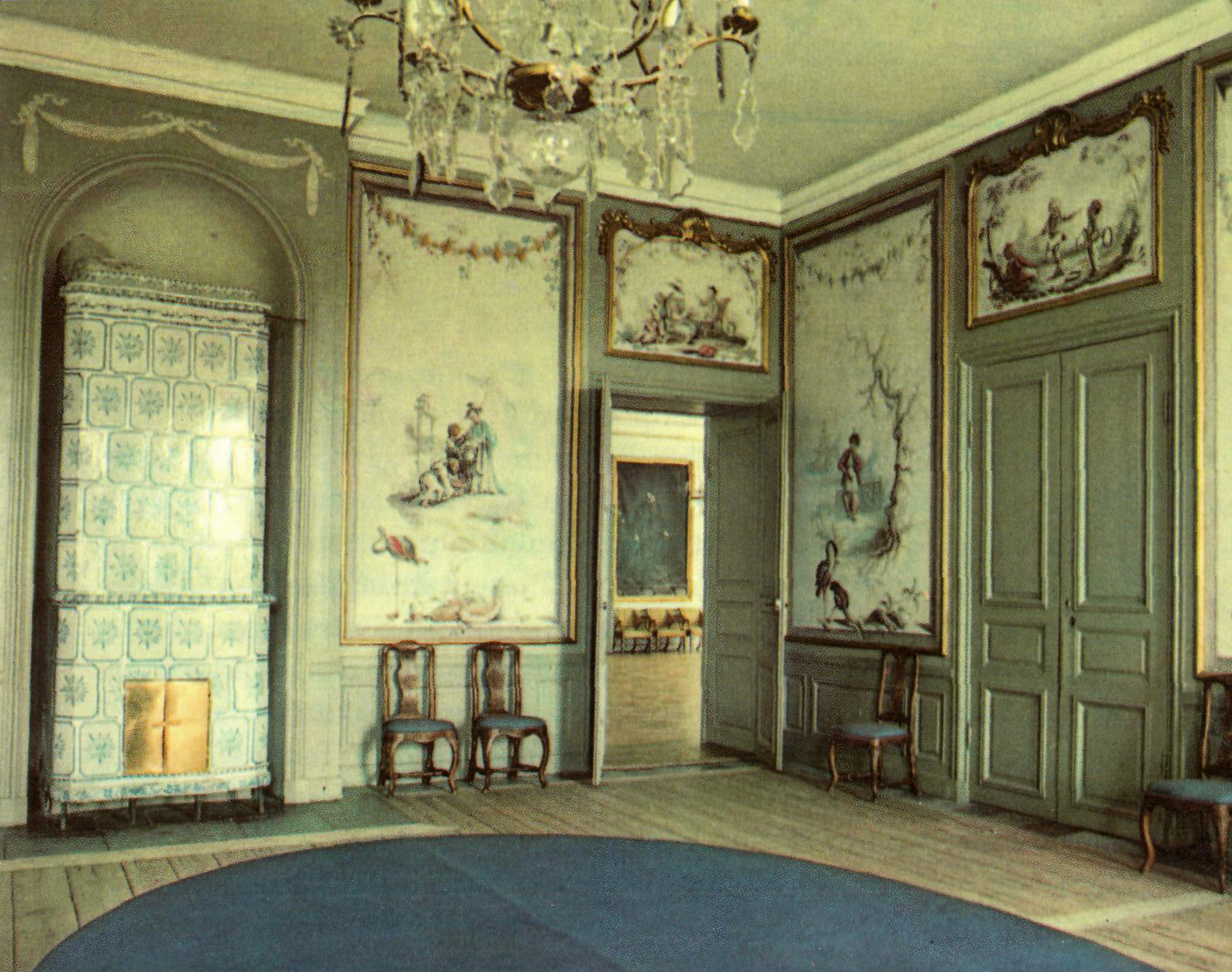
Målade väggfält i kinesiska matsalen på Strömsholms slott.
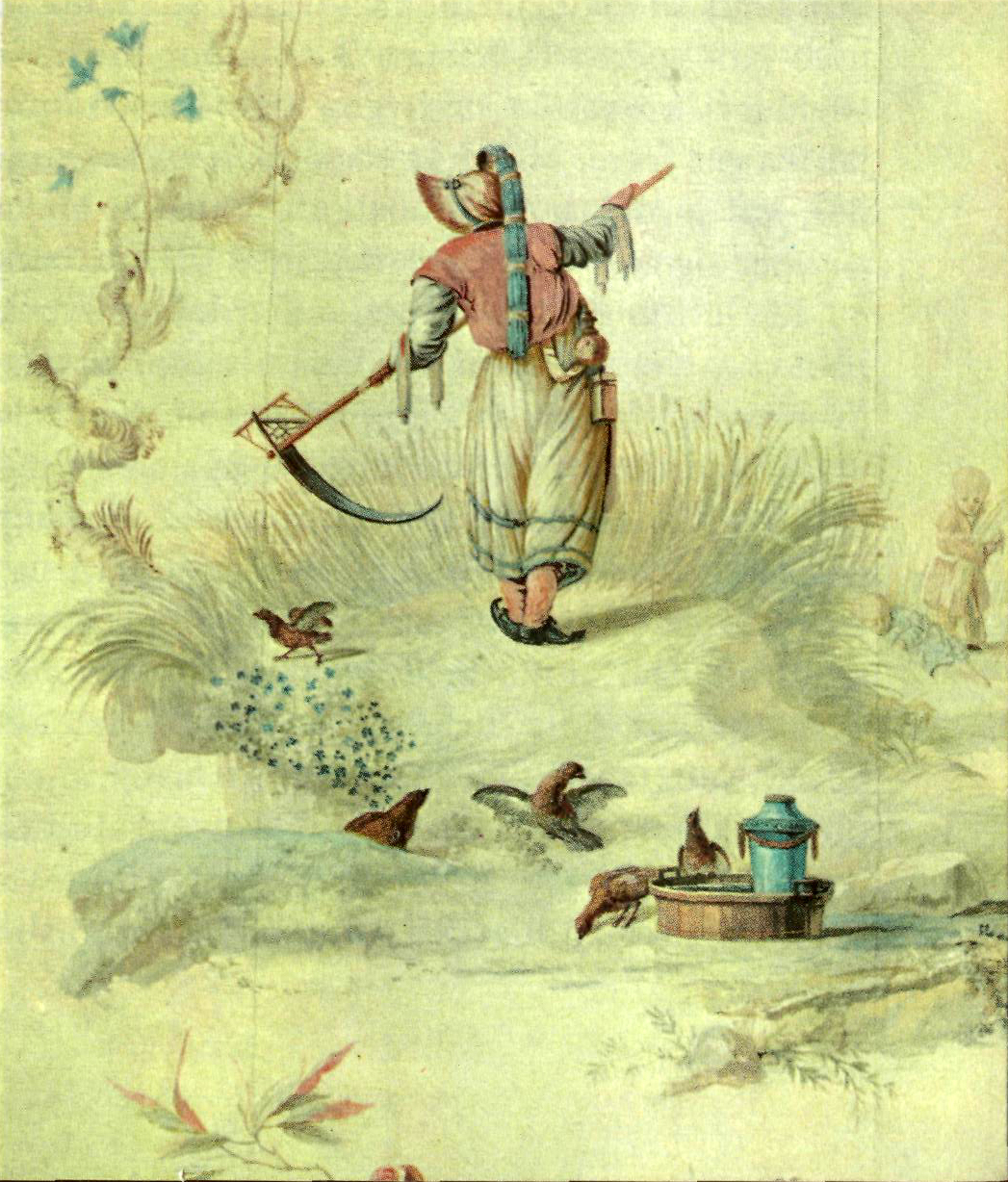
Detalj av väggfältet i salongen på Strömsholms slott.